# Ivan Dimitrov (scultore)
Ivan Dimitrov (Dupniza, 7 ottobre 1958) è uno scultore, pittore e incisore bulgaro.
Lavora in Italia, a Bologna.
Giunto in Italia in giovane età, negli anni settanta completa la sua formazione nelle città di Venezia, Firenze, Milano, Roma. Si stabilisce a Bologna continuando a viaggiare per tutta Europa per ulteriori approfondimenti e frequentazioni.
La prima personale è del 1982, a cui seguono esposizioni delle sue opere nelle mostre del Palazzo Re Enzo (1993 e 1996), del Palazzo Isolani (1994 e 1995) e del complesso museale del Baraccano (1998, 1999, 2005).
Tra le opere si citano una serie di bassorilievi in terracotta dedicati a Bologna e i suoi presepi, alcuni dei quali in omaggio ai grandi maestri della storia dell'arte (Leonardo, Bruegel, Dürer, Rembrandt, Rubens).
Nel 2014 Ivan Dimitrov è stato incaricato dal Comune di Siena di dipingere il Drappellone del Palio del 16 agosto, dedicato a Mario Luzi. Il Drappellone è ora conservato nel Museo della Contrada della Civetta, vincitrice del Palio.
Negli anni più recenti Ivan Dimitrov diventa regista  delle sue mostre scegliendo di proporre le proprie opere in esposizioni  tematiche dove progetta allestimenti, musica e  coreografia.
Tra le mostre tematiche, la più conosciuta è  "Nativity", una mostra di sculture dedicate al presepe in terracotta, di cui si ricordano le edizioni realizzate  a Bologna nel 2017 e 2018 a Palazzo Isolani. ("Nativity"-Bologna, Palazzo Isolani, 16 dicembre 2017 / 7 gennaio 2018 - "Nativity 2018" - Bologna, Palazzo Isolani , 15 dicembre 2018/6 gennaio 2019)
Ispirandosi alla corrente artistica del vedutismo (link) realistico realizza poi la mostra  "Sotto il segno dei portici",  dove in un percorso a tappe espone una serie  bassorilievi in terracotta  dedicati a Bologna, sua città "d'adozione". (Bologna, Palazzo d'Accursio , 12-27  settembre 2020 /  Bologna, Sala Museale "Possati"  del Complesso del Baraccano, 15 maggio-20 giugno 2021  ).
Una terza mostra tematica itinerante,  "Giocattoli e ricordi",   si compone di suoi  dipinti  ad olio raffiguranti vecchi giocattoli ed è  corredata di  giocattoli d'epoca del primo Novecento (Bologna, Palazzo Palazzo Campogrande, 23-31 gennaio 2016 / Bologna, Palazzo "Casa dei Caprara, 14/15 maggio 2022)